# Pierre-Nicolas-Firmin Didot
Pierre-Nicolas-Firmin Didot (1769-1836) (* Paris, 1769 † Paris, 17 de Junho de 1836) foi Impressor, livreiro e fundidor de caracteres tipográficos, impressor oficial da Escola de Medicina de Paris e filho de Pierre-François Didot (1731-1795). Doutor em medicina, imprimiu várias edições com os caracteres minúsculos criados pelo seu irmão Henri Didot (1765-1852).

## Publicações
- Mémoires en réponse a l'une des questions proposées au concours pour la place du chef des travaux anatomiques dans la Faculté de médecine de Paris ; par Messieurs Beauchêne, Rullier, Cloquet, Béclard.
- Essai sur le diagnostic de la gale : sur ses causes, et sur les conséquences médicales pratiques a déduire sur les vraies notions de cette maladie
- Expériences sur le galvanisme, et en général sur l'irritation des fibres musculaires et nerveuses, de Frédéric-Alexandre Humboldt ; traduction de l'allemand, publiée, avec des additions, par J. Fr. N. Jadelot, médecin.
- Dissertation sur la complication des plaies et des ulcères, connue sous le nom de pourriture d'hôpital, 1814
- Essai sur le rhumatisme ; présenté et soutenu à la faculté de Médecine de Paris le 10 juin 1813 par A. F. Chomel, de Paris, docteur en médecine..., 1813

## Família Didot
- François Didot (1689-1757)
- François-Ambroise Didot (1730-1804)
- Pierre-François Didot, o Velho (1731-1795)
- Pierre Didot, o Jovem (1761-1853)
- Firmin Didot (1764-1836)
- Henri Didot (1765-1852
- Saint-Léger Didot (1767-1829)
- Ambroise-Firmin Didot[2] (1790-1876)
- Hyacinthe-Firmin Didot (1794-1880)
- Jules Didot (1794-1871)
- Edouard Didot (1797-1825)
- Alfred Firmin-Didot[3] (1828-1913)